# Astragalus przewalskii
Astragalus przewalskii är en ärtväxtart som beskrevs av Aleksandr Andrejevitj Bunge. Astragalus przewalskii ingår i släktet vedlar, och familjen ärtväxter. Inga underarter finns listade i Catalogue of Life.